# Marija Usić
Marija Usić est une joueuse de volley-ball croate née le 5 février 1992 à Zagreb. Elle mesure 1,84 m et joue au poste de réceptionneuse-attaquante. Sa sœur ainée Senna Usić est également joueuse de volley-ball. 

## Clubs
| Club                        | De        | À         |
| --------------------------- | --------- | --------- |
| Azena-Kumicic Velika Gorica | 2005-2006 | 2008-2009 |
| Robursport Volley Pesaro    | 2009-2010 | 2010-2011 |
| Çerkezköy Belediye          | 2011-2011 | 2011-2011 |
| Rota Koleji İzmir           | 2011-2012 | 2011-2012 |
| Amiens LMVB                 | 2013-2014 | 2013-2014 |
| Datovoc Tongeren            | 2014-2015 | 2014-2015 |
| OK Poreč                    | 2015-2016 | …         |

## Palmarès
- Championnat d'Italie
  - Vainqueur : 2010.
- Supercoupe d'Italie
  - Vainqueur: 2009, 2010.
- Championnat de Croatie
  - Finaliste : 2016.